# Galata
Galata is een stadsdeel in het district Beyoğlu van de Turkse stad Istanboel. Het is vernoemd naar de migrerende Keltische stammen, de Galaten, die via de Bosporus een thuishaven creëerden in de regio die nu Ankara is.

## Ligging
Galata ligt op de landpunt tussen de Gouden Hoorn en de Bosporus. Door middel van de Galatabrug is het stadsdeel verbonden met de wijk Eminönü.

## Geschiedenis
In de Byzantijnse tijd was Galata een zelfstandige stad. Tussen 1273 en 1453 was Galata een kolonie van de Republiek Genua. De Genuezen bouwden er in 1348 de bekende Galatatoren.
In 1481 stichtte sultan Bayezid II in het Noorden van Galata het Galata Gymnasium of Galatasaray Lisesi. In 1905 stichtte een aantal leerlingen van deze school onder leiding van Ali Sami Yen de bekende sportclub Galatasaray.

## Brief aan de Galaten
Deze plaats is ook bekend van de Brief van Paulus aan de Galaten, een van de boeken van het Nieuwe Testament uit de eerste eeuw na Christus.

## Geboren
- Constantine Samuel Rafinesque-Schmaltz (1783-1840), Frans-Amerikaans uomo universale